# Chousas
Chousas (en gallego y oficialmente, As Chousas) es un lugar español situado en la parroquia de Corneda, del municipio de Boimorto, en la provincia de La Coruña, Galicia.

## Demografía
| Gráfica de evolución demográfica de Chousas entre 2000 y 2018 |
|                                                               |
| Datos según el nomenclátor publicado por el INE.              |